# Uganda International 2014
Die Uganda International 2014 im Badminton fanden vom 20. bis zum 23. Februar 2014 im Lugogo Indoor Stadium in Kampala statt. Beim Turnier wurden Punkte für die Badminton-Weltrangliste vergeben.

## Sieger und Platzierte
| Disziplin    | Gold                                 | Silber                                          | Bronze                            |
| ------------ | ------------------------------------ | ----------------------------------------------- | --------------------------------- |
| Herreneinzel | Dinuka Karunaratne                   | Jacob Maliekal                                  | Matej Hliničan                    |
| Herreneinzel | Dinuka Karunaratne                   | Jacob Maliekal                                  | Joseph Abah Eneojo                |
| Dameneinzel  | Trupti Murgunde                      | Lekha Shehani                                   | Dorcas Ajoke Adesokan             |
| Dameneinzel  | Trupti Murgunde                      | Lekha Shehani                                   | Fatima Azeez                      |
| Herrendoppel | Chong Chun Quan Yeoh Seng Zoe        | Andries Malan Willem Viljoen                    | Joseph Abah Eneojo Victor Makanju |
| Herrendoppel | Chong Chun Quan Yeoh Seng Zoe        | Andries Malan Willem Viljoen                    | Jinkan Ifraimu Ola Fagbemi        |
| Damendoppel  | Tosin Damilola Atolagbe Fatima Azeez | Dorcas Ajoke Adesokan Augustina Ebhomien Sunday | Gloria Najjuka Daisy Nakalyango   |
| Damendoppel  | Tosin Damilola Atolagbe Fatima Azeez | Dorcas Ajoke Adesokan Augustina Ebhomien Sunday | Doha Hany Naja Mohamed            |
| Mixed        | Ola Fagbemi Dorcas Ajoke Adesokan    | Joseph Abah Eneojo Tosin Damilola Atolagbe      | Abdelrahman Kashkal Hadia Hosny   |
| Mixed        | Ola Fagbemi Dorcas Ajoke Adesokan    | Joseph Abah Eneojo Tosin Damilola Atolagbe      | Chongo Mulenga Ogar Siamupangila  |